# Berg- och dalbana (kortspel)
Berg- och dalbana är ett tyskt kortspel som går ut på att bli av med de kort man har på handen genom att lägga ut dem på bordet i en speciell ordningsföljd. Spelet hör till kategorin stoppspel och har vissa likheter med det mer kända spelet sjuan. 
I given delas sju kort ut till varje spelare, och de övriga korten utgör en talong. Den spelare som har hjärter 7 på hand lägger ut detta kort; skulle ingen ha kortet, drar spelarna kort från talongen tills hjärter 7 eller en annan sjua kommer upp. På den ena sidan om den utlagda sjuan ska en åtta läggas och på den andra sidan en sexa; färgen saknar betydelse. Från åttan bygger man på uppåt till kung, följt av ess, varefter man fortsätter med en tvåa och sedan vidare uppåt. Från sexan bygger man nedåt på motsvarande sätt.
Spelarna turas om att lägga ut ett kort i taget. En spelare som saknar ett spelbart kort måste dra ett kort ur talongen; om detta kort inte passar går turen vidare. När talongen tagit slut får den som inte kan lägga något kort stå över sin tur. Den spelare som först har kunnat spela ut alla sina kort vinner spelet.